# 東京新世録 オペレーションアビス
『東京新世録 オペレーションアビス』（とうきょうしんせいろく オペレーションアビス）は、2014年7月24日発売されたPlayStation Vita用ゲームソフト。

## 概要
21世紀の東京を舞台に、"異形"と呼ばれる怪物たちとそれに立ち向かう若者たち"エクス"の戦いを描いた3DダンジョンRPGである。
エクスペリエンス開発の『迷宮クロスブラッド インフィニティ』（以下、クロブラ∞）に続く『GENERATION XTH』シリーズの新作で「クロブラ∞」とは登場人物など世界観が共通しており、初期三部作のうち『CODE HAZARD』と『CODE BREAKER』のリメイクとなっている。
本作は当初、サイバーフロントより2014年1月23日に発売する予定であったが、2013年12月19日に同社が解散したため、暫くのあいだ他社へのIP引き継ぎも含め発売が完全に白紙状態の期間があった。その後、2014年3月にMAGES.が本作を5pb.Gamesブランドより発売する事を発表し、現行の発売体制が整い、同年7月24日に発売された。
さらにその後、2017年3月28日にSteam版でも発売された。

## システム
ゲームシステムのうち、基本的なところの変更はないが、キャラクターメイキングに関しては『迷宮クロスブラッド』同様にプレイヤーがアバターをカスタマイズする「クラシックモード」と、『デモンゲイズ』同様にゲーム内に内蔵されているポートレート（イラスト）から好きなものを選択する「ベーシックモード」が搭載されている。ただし、混ぜて使用可能であった『迷宮クロスブラッド』のものと異なり、1データ中で使えるのは片方のみであり、また、決定後の切り替えは出来ない。
本作では難易度調整の観点から「サブブラッドシステム」や「クロスブラッドシステム」が採用されておらず、リメイク元では存在したスペルの引き継ぎも廃止されている。また、シズラーやそのブラッドコードの登場はないが、シズラーのスキルはほかのブラッドコードに移植されている。
一方、新システムとして「ライズ＆ドロップシステム」が搭載されている。このシステムは、戦闘が連続して起こるほど、エンカウントゲージが上昇して強大な敵に遭遇しやすくなり、よりよいアイテムを手に入れることができるというものである。逆に戦闘を回避するほどこのゲージは下降する。

## 登場人物

### 特務隊エクスおよびその関係者
御舟 アリス（みふね ありす）
声 - 中上育実
日本とUCの血を引く、日輪学園高等部3年生の少女。18歳。エクスでは隊長を務めるが、当人は単独行動を得意としている。
日々野 規子（ひびの のりこ）
声 - 田村マミ
日輪学園高等部の生徒会長を務める3年生。18歳。穏やかな性格で、生徒からの人気も高い。
多発する誘拐事件に学園の生徒たちが巻き込まれていることに心を痛め、特務隊エクスの捜査に協力している。
佐伯 海斗（さえき かいと）
声 - 成田佳恵
特務隊エクスの副隊長で15歳の天才少年。飛び級で既に日輪学園の大学院の修士課程を修了しており、現化物理学に精通している。また高等部で数学の非常勤講師も務めている。
元々エクスの副隊長は海斗の兄の空斗だったが、現在は消息を絶っているため、海斗がその役を引き継いだ。
佐伯 空斗（さえき あきと）
声 - 西原翔吾
特務隊エクスの前副隊長。16歳。現副隊長である海斗の兄である。日輪大学の現化物理学科で博士号を取得した天才。
任務中に消息不明となっている。

### XPD・CPOおよびその関係者
神崎 剣一（かんざき けんいち）
声 - 新垣樽助
日輪学園の学長として知られる一方、特務隊エクスが所属するCPOの局長でもある男性。37歳。姓こそ違うがアリスの実の父親でもある。
不破 勇作（ふわ ゆうさく）
声 - チャオ・ササキ
XPD捜査課所属の警部補。37歳。元々は警視庁の刑事で、太い人脈からXPD処理課にも融通が利き、現場においてXPD隊員たちを指揮する。
台 みはる（うてな みはる）
声 - 竹内裕美
昭和最後の名探偵と称された台あきらを父に持つ私立探偵。30歳。不破とは面識があり、その関係は本人曰く「大人の付き合い」。
後藤 真央（ごとう まお）
声 - 秋奈
XPD通信課所属の隊員で、愛称はゴマちゃん。23歳。年齢以上に幼い見た目が悩み。
XPDの隊員の後方支援が主な任務だが、エクスとともに捜査任務に就くこともある。
なぜか略称を用いない言い回しをしがちであり、アリスなどに度々指摘されている。
村 正八（むら まさはち）
声 - 秋奈
XPD処理課突入小隊所属の新人隊員。22歳。優秀な成績を修め入隊したエリートであるにもかかわらず、極度の方向音痴から迷子になることが多い。
長門 晋太郎（ながと しんたろう）
声 - 西原翔吾
警察庁からCPOに出向してきた警察官僚。50歳。警察庁では管理官であり、「桜田門の真空掃除機」とあだ名されていた。

### 日輪学園
ジョニー 桜庭 （ジョニー さくらば）
声 - 比嘉良介
日輪学園高等部の1年生。16歳。テキサス生まれの日・UCハーフで、お笑い芸人になることを夢見て日夜努力しているが、エリート校のはずの日輪学園からお笑い芸人を目指していることには一部の生徒や教師から疑問視されている。
目黒 興子（めぐろ きょうこ）
声 - 秋奈
日輪学園高等部の1年生。16歳。猫耳と胸元に着けた鈴が特徴のオタク少女。成績こそすこぶる優秀だが「電波系」と評される言動が多く、教師陣の頭を悩ませている。
エクス隊は正義のヒーローで、自分はそのヒロインであると信じきっている。
東条 拓磨（とうじょう たくま）
声 - 平辻朔耶
平和研究部部長を3年留年しながらも務めている、日輪学園高等部の3年生。21歳。旧財閥の流れをくむ東条グループの代表である東条信作の御曹司であり、財団法人TPF（東条平和財団）の理事でもある。
所謂「おじゃる口調」で喋り、一人称は「僕様」。
ユン・テヒョン
声 - 水野なみ
日輪学園中等部の3年生。15歳。在日東方連合人3世であり、姉シンファンの不審な事故死から日本人に好感情を抱いていない。
普段こそ冷静沈着だが、激情に際しては全身でそれを表現する。
御舟 巌（みふねいわお）
声 - 比嘉良介
御舟財閥創始者及び会長兼日輪学園理事長である、通称「政財界の覇王」。95歳。神崎総理の義父、剣一の祖父、そしてアリスの曽祖父でもある。

### その他
ゴールドマン
声 - 比嘉良介
現化物理学に心酔する、所謂オネエ言葉で喋るマッドサイエンティスト。顔の左半分が蛇のようになっているのが特徴で、口紅をつけている。元はとある軍事国家の高名な研究者であったらしいが、詳細は不明。
村正 真麻（むらまさ まあさ）
声 - 五十嵐裕美
アビス空間にある、迷宮・バベルに暮らす機械仕掛けの少女。ムーラという黒い生き物とともに行動している。
謎の男
声 - 遠野志貴
主人公を助けた謎の男性。
謎の女
声 - 中上育実
任務中の主人公たちの前に現れた謎の女性。

## 用語
異形
ハザード事件の実行犯的な怪物。様々なタイプがあり、地下組織による試作体や兵器であることも少なくない。
いずれも基本的にコードライザーの武器やスペルでしかダメージを受けず、既存の銃火器に対しては無敵そのもの。
人型異形
人間の姿をした異形。人間が突如異形化することもある。大分類としては多くが怪人(アーバンテラー)に該当する。
日輪区
この世界での千代田区にあたる地域。
共立日輪学園
日輪区の中心、かつて皇居のあった場所に設置されている半官半民の学園で、日本政府と御舟財閥の共同出資により置かれた。
現化物理学会（CPO: Code Physical Organization）
現化物理学の研究を行う機関で、ハザード事件の解決に力を注いでいる。
XPD（eXtra Police Dept.）
ハザード事件解決のために設置された組織。表向きは警視庁の一機関だが実際はCPOの傘下にあり、エクスにとっては「表の顔」。
異形に対しては無力なため、ハザード事件に対しては専ら、その初動対応としての現場の封鎖や内部の調査・救助を行っている。
特務隊エクス(Xion Trans Human)
異形によるハザード事件の抜本的解決およびアビスの本格的捜査を行う部隊。「エクス(隊)(XTH (Squad))」とも。日本政府と御舟財閥、そして現化物理学会により秘密裏に設立されており、XPDにとっては「裏の顔」。
エクスの隊員は10代の若者、それも日輪学園の一部学徒で構成されているが、自らが隊員であることは機密情報とされている。
コードライズ
正しくはコードリアライズ(Code-Realize)。一部の10代の若者にのみ扱える能力で、多くはエクスの隊員がブラッドコードを取り込む形で行使する。
コードライズできる者は「コードライズ能力者」、俗に「コードライザー(Code-lizer)」と呼ばれるが、その俗称を嫌う者もいる。
コードライズすると取り込んだブラッドコードに応じた特殊能力が発動されるほか、武具コード（アイテムコード）の現化(≒実体化)も可能となる。
ブラッドコード
歴史上の英雄のゲノムを基にしたコード。
御舟財閥
御舟巌が創始し、その一代にして急成長を果たした、日本を代表する財閥。
アビス空間
都会の廃墟がアビス化と呼ばれる現化物理現象によって変異した空間のこと。単に「アビス」とも、都市部に発生する事から都市迷宮(Urban Dungeon)とも呼ばれる。